# IEEE 802.11ad
IEEE 802.11ad는 IEEE 802.11 무선 네트워킹 표준의 수정안으로, 60GHz 주파수에서 MGWS(Multiple Gigabit Wireless System) 표준을 제공하기 위해 개발되었으며 와이기그(WiGig) 네트워크용 네트워킹 표준이다. 밀리미터파(mmW) 주파수의 V 대역을 사용하기 때문에 IEEE 802.11ad 통신 범위는 다른 기존 와이파이 시스템에 비해 다소 제한적이다(단 몇 미터에 불과하고 장애물/벽을 통과하기 어렵다). 그러나 고주파수를 사용하면 더 많은 대역폭을 사용할 수 있으므로 초당 최대 수 기가비트의 높은 데이터 속도로 데이터를 전송할 수 있으므로 무선 네트워크를 통한 비압축 UHD 비디오 전송과 같은 사용 시나리오가 가능하다.
와이기그(WiGig) 표준은 2009년에 발표되었고 2012년 12월에 IEEE 802.11 제품군에 추가되었지만 잘 알려져 있지 않다.
개정 후 60GHz 대역은 57~71GHz의 주파수를 포괄한다. IEEE 802.11ad에서는 주파수 대역이 6개(이전에는 4개)의 서로 다른 채널로 세분화되어 있으며, 각 채널은 2160MHz의 공간을 차지하고 1760MHz의 대역폭을 제공한다.
| v • d • e • h |            |            |            |              |
| 채널          | 중심 (GHz) | 최소 (GHz) | 최대 (GHz) | 대역폭 (GHz) |
| 1             | 58.32      | 57.24      | 59.40      | 2.16         |
| 2             | 60.48      | 59.40      | 61.56      | 2.16         |
| 3             | 62.64      | 61.56      | 63.72      | 2.16         |
| 4             | 64.80      | 63.72      | 65.88      | 2.16         |
| 5             | 66.96      | 65.88      | 68.04      | 2.16         |
| 6             | 69.12      | 68.04      | 70.20      | 2.16         |

## 같이 보기
- IEEE 802.11ay